# Sauropus assimilis
Sauropus assimilis е вид растение от семейство Phyllanthaceae. Видът е критично застрашен от изчезване.

## Разпространение
Разпространен е в Шри Ланка.